# كورنيليوس نيبوس
كورنيليوس نيبوس (باللاتينية: Cornelius Nepos) (حوالي 99 – 24 قبل الميلاد)، هو مؤرخ روماني، وكان صديق كاتولوس وشيشرون وأتيكوس، كان مولده في إيطاليا العليا (ويحتمل أن موطنه كان في فيرونا أو تيكينوم).
من كتبه: الوقائع (باللاتينية: Chronica)، وهو خلاصة في التاريخ العالمي؛ الأمثلة (باللاتينية: Exempla) وهي مجموعة حكايات تحاكي أسلوب فاليريوس ماكسيموس؛ رسائل إلى شيشرون؛ وسيرة حياة كاتو الأكبر وشيشرون؛ عن الرجال المشهورين (باللاتينية: De viris illustribus)، ويروي سير متوازية لحياة الرومان والأجانب البارزين في ستة عشر كتابا. وبقيت منه سيرة كاتو وأتيكوس وبضع فقرات أخرى. كما نسبت إليه قصائد إباحية وإطروحة جغرافية. لم يظهر أن نيبوس كان مخلصا في جملة ما كتبه من سير، إذ يظهر انه كان يكتب كمادح أكثر منه ككاتب سير، وإن كان ينقد مواطنيه في أحيان كثيرة. احتوت كتاباته على العديد من الأخطاء (خصوصا في مطابقة التواريخ)، لكنه أعطى معلومات لم يعطها أي مصدر آخر. وكانت لغته بسيطة وصحيحة. نسبت أعماله سابقا إلى أيميليوس بروبوس من القرن الرابع الميلادي؛ لكن لامبينوس (1569) رأى أن نيبوس هو صاحب تلك الأعمال، وهي وجهة النظر السائدة حاليا. ويعتقد أن الخطأ أتى من إهداء كتبه بروبوس إلى الإمبراطور ثيودوسيوس وأدخلت في سيرة هانيبال. وإن كان هذا الإهداء أصليا، فهو يثبت فقط بأن بروبوس نسخ العمل (وربما عدله ولخصه أيضا). في الأزمنة الحديثة حاول جورج فريدريش أونغر عام 1881 أن يثبت أن العمل كان من تأليف هيغينوس، لكن نظريته لم تلق القبول.

## وصلات خارجية
- كورنيليوس نيبوس على موقع الموسوعة البريطانية (الإنجليزية)
- كورنيليوس نيبوس على موقع إن إن دي بي (الإنجليزية)